# Complesso DNA polimerasi α-primasi
La Dna polimerasi α/primasi è un complesso proteico eucariotico composto da quattro subunità (p49, p58, p70 e p180) che, sintetizzando un primer (innesco) di RNA, permette l'inizio della replicazione del DNA. Infatti, senza la presenza di un gruppo ossidrilico in posizione 3' (fornito proprio dal ribonucleotide del primer di RNA), le DNA polimerasi non potrebbero sintetizzare il filamento di DNA.

## Funzioni delle subunità
Le subunità p70-p180 possiedono attività DNA polimerasica, le subunità p49-p58, legate strettamente tra di loro, possiedono attività primasica. In particolare:
- p49, subunità piccola della DNA primasi, (49 kDa, 420 AA, gene umano PRIM1). Riconosce e lega il ssDNA attraverso un motivo a dita di zinco (zinc knuckle).
- p58, subunità grande della DNA primasi, (58 kDa, 509 AA, gene umano PRIM2). Media il legame tra p49 e p180;
- p180, subunità catalitica (A) della polimerasi alfa, (180 kDa, 1462 AA, gene umano POLA1). Possiede attività DNA polimerasica;
- p70,  subunità B della polimerasi alfa, (70 kDa, 598 AA, gene umano POLA2). Media il legame tra p180 e Cdc45.

## Meccanismo di replicazione
Il complesso DNA Pol α/primasi, viene reclutato sul singolo filamento dopo le Pol ε e Pol δ attraverso l'interazione diretta con MCM10 e WDHD1. L'interazione con RPA1 aumenta il grado di fedeltà del processo. Il complesso si lega al filamento singolo di stampo per iniziare la replicazione del DNA e con un processo lento, la primasi sintetizza l'innesco di RNA (primer) di circa una decina di basi e la subunità catalitica allunga il primer con d-NTP fino ad un totale di circa 50-100 bp.
Il nuovo filamento ibrido DNA-RNA viene riconosciuto dalla PCNA (Proliferating Cell Nuclear Antigen) e insieme al fattore RF-C, posizionano la sliding clamp. Il complesso DNA Pol α/primasi si stacca e le Pol ε e Pol δ si legano al DNA (switching delle polimerasi) processando rispettivamente il filamento leading e il filamento lagging.
A questo punto la sintesi del DNA può proseguire ad opera delle altre due DNA-polimerasi ε e δ, altamente processive e con possibilità di correzione degli errori (attività 3'-esonucleasica).
Alla fine di tale processo, l'innesco di RNA deve essere rimpiazzato da DNA. A fare questo interviene una RNAsi H e in ultimo una ligasi.
Il complesso Dna polimerasi α/primasi interagisce anche con l'antigene grande T del virus SV40, permettendo la replicazione del genoma virale e con la proteina di legame all'origine di replicazione UL9 del virus herpes simplex di tipo 1 (HHV-1).